# Jan Ponikowski
Jan Ponikowski (koniec XVI w.) – polski kompozytor przełomu renesansu i baroku. O jego życiu niewiele wiadomo, poza tym, że był kantorem przy kościele Mariackim w Krakowie w roku 1598 lub 1599. Z tych też lat pochodzą jedyne jego zachowane utwory – trzy polifoniczne pieśni na święto Bożego Ciała:
- O świątości zbawiająca (O salutaris hostia) – hymn
- Człowiek wielką uczynił wieczerzę (Homo quidam. Responsoryja) – responsorium
- Chwal Zbawiciela Syjonie (Lauda, Sion, Salvatorem. Proza) – sekwencja